# Царевично брашно
Царевично брашно или царевично нишесте е нишесте получено от царевично зърно. Царевичното нишесте е често срещана хранителна съставка, често използвана за сгъстяване на сосове или супи и за приготвяне на царевичен сироп и други захари.
Царевичното нишесте е универсално, лесно се модифицира и намира много приложения в индустрията като лепила в хартиени изделия, средство против залепване, както и в текстилно производство. Използва се и за медицински цели, като например за доставяне на глюкоза за хора със нисък гликоген.
|  | Тази страница частично или изцяло представлява превод на страницата Corn starch в Уикипедия на английски. Оригиналният текст, както и този превод, са защитени от Лиценза „Криейтив Комънс – Признание – Споделяне на споделеното“, а за съдържание, създадено преди юни 2009 година – от Лиценза за свободна документация на ГНУ. Прегледайте историята на редакциите на оригиналната страница, както и на преводната страница, за да видите списъка на съавторите. ВАЖНО: Този шаблон се отнася единствено до авторските права върху съдържанието на статията. Добавянето му не отменя изискването да се посочват конкретни източници на твърденията, които да бъдат благонадеждни. |